# 泉男產
淵男产（639年—701年），唐高句丽人，淵蓋蘇文子。乾封元年，与其二兄淵男建逐长兄淵男生，拥男建为莫离支。

## 生平
淵男产生于唐太宗贞观十三年（639年），家族世为高句丽莫离支，早年任中里小兄，18岁授中里大兄，21岁升中里大活，23岁迁中里位头大兄，累迁为中军主活。协助二兄淵男建逐走长兄淵男生，拥男建为莫离支。30岁时为太大莫离支（太大兄）。
唐乾封元年（666年）11月，唐高宗任命司空、英国公李世勣为辽东道行军大总管，率裨将郭待封等征讨高句丽。乾封二年(667年)2月，李世勣渡过辽河进军至新城下，随后攻下新城，淵男產持白幡率首领九十八人出降。
总章元年（668年）9月，李世勣移师于平壤城南，在高句丽下捉兵总管僧信诚的内应下，11月破城而入，淵男建自杀，但未死，与宝藏王一起被俘。12月，高句丽君臣被押回京师献俘于含元宫，宝藏王被授予司平太常伯；淵男產因先降，授司宰少卿（从四品上），仍加金紫光禄大夫员外置同正员（正三品）；淵男建顽抗唐军，被处死刑。但在淵男生求情下，免死配流黔州（在今重庆彭水县）；淵男生归附唐朝则授右卫大将军，封为卞国公。
696年或697年，泉男產封辽阳郡开国公，又迁营缮监大匠员外置同正员。圣历二年（699年），授上护军（勋官，视正三品）。
大足元年三月廿七日（701年5月9日），卒于府第，年六十三，以其年四月廿三日，葬于洛阳县平阴乡某所。

## 家族
- 曾祖父：渊子游，莫离支
- 祖父：渊太祚，莫离支
- 父亲：淵蓋蘇文(渊盖金)，莫离支、太大对卢
- 叔父：渊净土
- 长兄：淵男生
- 次兄：淵男建
  - 侄子：泉献诚，袭卞国公，谥曰庄。
  - 侄子：泉献忠，被淵男建所杀。